# Semi-opera

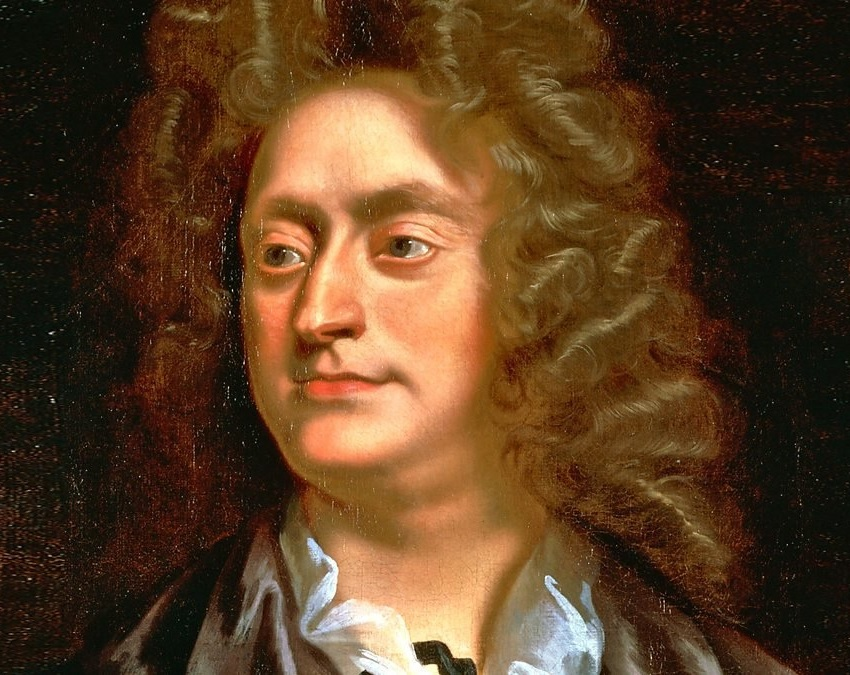
Henry Purcell

I termini semi-opera,  dramatic[k] opera ed English opera erano tutti applicati ai Restoration entertainments (Spettacoli della restaurazione), che combinavano lavori recitati con episodi tipo-masque e utilizzavano personaggi che cantano e danzano. Normalmente includevano l'uso di macchine alla maniera degli spettacoli della restaurazione. I primi esempi furono gli adattamenti di Shakespeare prodotti da Thomas Betterton con musica di Matthew Locke. Dopo la morte di Locke una seconda fioritura produsse le semi-opera di Henry Purcell, principalmente King Arthur e The Fairy-Queen. La semi-opera ricevette un colpo mortale quando il Lord ciambellano autonomamente autorizzò lavori senza musica e la nuova opera Italiana.
Le semi-opere venivano rappresentate con parti cantate, parlate e danzate. Se la musica veniva composta, era di solito per momenti dell'azione immediatamente successivi sia alle scene d'amore che a quelle relative al soprannaturale.
È stato osservato che diverse commedie di Calderón con musica di Juan Hidalgo de Polanco erano più simili alle semi-opere che alle Zarzuela pastorali.

## Lista di semi-opere inglesi
- Macbeth (1673) libretto di William Davenant dopo il Macbeth di Shakespeare; musica di Matthew Locke
- La tempesta, o The Enchanted Island (1674) libretto di Thomas Shadwell dopo l'adattamento di John Dryden e William Davenant de La tempesta di  Shakespeare; musica di Matthew Locke, Giovanni Battista Draghi e Pelham Humfrey
- Calisto, o The Chaste Nymph (1675) libretto di John Crowne; musica di Nathaniel Staggins
- Psyche (1675) libretto di Thomas Shadwell; musica di Matthew Locke
- Circe (1677) libretto di Charles Davenant; musica di John Banister
- The Lancashire Witches and Tegue O'Divelly the Irish Priest (1681) libretto di  Thomas Shadwell; musica di John Eccles
- Albion and Albanius (1685) libretto di John Dryden; musica di  Louis Grabu
- Dioclesian (1690) libretto di  Thomas Betterton dopo la commedia The Prophetess, di  John Fletcher e Philip Massinger; musica di  Henry Purcell
- King Arthur (1691) libretto di  John Dryden; musica di  Henry Purcell
- The Fairy Queen (1692) libretto di autore anonimo dopo Sogno di una notte di mezza estate di Shakespeare; musica di  Henry Purcell
- Timon of Athens (1694), musica di  Henry Purcell
- Macbeth (1695) libretto di  William Davenant dopo Macbeth di Shakespeare; musica di  John Eccles e Godfrey Finger
- The Indian Queen (1695) libretto basato sulla versione della commedia di  Sir Robert Howard e John Dryden; musica di  Henry Purcell, Atto V completato da  Daniel Purcell
- Brutus of Alba (1696) libretto di anonimo; musica di  Daniel Purcell
- Cinthia and Endimion, o The Loves of the Deities (1696) libretto di  Thomas Durfey; musica di  Daniel Purcell, Richard Leveridge, Jeremiah Clarke, Henry Purcell e David Underwood
- The World in the Moon (1697) libretto di  Elkanah Settle; musica di  Daniel Purcell, Jeremiah Clarke e Henry Purcell
- Rinaldo and Armida (1698) libretto di  John Dennis; musica di  John Eccles
- The Island Princess (1699) libretto di  Peter Motteux, adattato dai lavori di John Fletcher e Nahum Tate; musica di  Daniel Purcell, Richard Leveridge e Jeremiah Clarke
- The Grove, or Love's Paradise (1700) libretto di  John Oldmixon; musica di  Daniel Purcell
- The Mad Lover (1700) libretto di  Peter Motteux dopo la commedia di John Fletcher; musica di  John Eccles e Daniel Purcell
- Alexander the Great (1701) libretto di anonimo dopo The Rival Queens di  Nathaniel Lee; musica di  Godfrey Finger e Daniel Purcell
- The Virgin Prophetess, or The Fate of Troy (1701) libretto di  Elkanah Settle; musica di  Godfrey Finger
- The British Enchanters, or No Magic Like Love (1706) libretto di George Granville, Lord Lansdowne; musica di  John Eccles, Bartholomew Issack e William Corbett
- Wonders in the Sun, or The Kingdom of the Birds (1706) libretto di  Thomas Durfey; musica di  John Smith, Samuel Akeroyde, John Eccles, Giovanni Battista Draghi, Lully e Durfey
- The Tempest (1712) libretto adattato di  Thomas Shadwell dalla versione di  Dryden-Davenant della commedia di Shakespeare; musica probabilmente di  John Weldon (a lungo attribuita a  Henry Purcell)